# La Ceiba (gmina)
La Ceiba – gmina (municipio) w północnym Hondurasie, w departamencie Atlántida. W 2010 roku zamieszkana była przez ok. 185,8 tys. mieszkańców. Ośrodkiem administracyjnym jest La Ceiba.

## Położenie
Gmina położona jest w środkowej części departamentu. Graniczy z 3 gminami:
- Olanchito od południa,
- El Porvenir od zachodu,
- Jutiapa od wschodu.

Od północy obszar ogranicza Morze Karaibskie.

## Miejscowości
Według Narodowego Instytutu Statystycznego Hondurasu na terenie gminy położone były następujące miasta i wsie:

- La Ceiba
- Armenia Bonito
- Bonitillo
- Corozal
- Dantillo
- El Búfalo
- El Paraíso o Bataca
- El Perú
- El Pital
- La Ausencia
- La Presa
- Las Mangas
- Los Limpios
- Piedra Pintada
- Río Maria
- Río Viejo
- Sambo Creek
- Satuye
- Toncontín
- Urraco
- Yaruca

## Demografia
Według danych honduraskiego Narodowego Instytutu Statystycznego na rok 2010 struktura wiekowa i płciowa ludności w gminie przedstawiała się następująco:
| Wiek      | 0–3    | 4–6    | 7–12   | 13–17  | 18–24  | 25–64  | 65+   | razem   |
| La Ceiba  | 17 584 | 12 365 | 23 879 | 20 224 | 28 276 | 75 548 | 7 955 | 185 831 |
| Mężczyźni | 9 034  | 6 331  | 12 084 | 10 129 | 13 616 | 35 207 | 3 333 | 89 733  |
| Kobiety   | 8 549  | 6 034  | 11 795 | 10 095 | 14 660 | 40 342 | 4 623 | 96 098  |